# Guarinus von Sitten

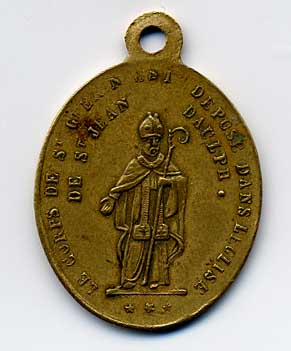
Médaille de saint Guérin

Guarinus von Sitten (auch Warin oder G(u)arin von Sitten; * um 1065 in Pont-à-Mousson in Lothringen; † 27. August 1150 in Saint-Jean-d’Aulps, Frankreich) war Bischof von Sitten.

## Leben und Wirken
Er entstammte einer Adelsfamilie und war um 1085 Mönch in der Benediktinerabtei Molesme. 1094 gründete er zusammen mit einer Gruppe von Mitbrüdern als Niederlassung von Molesme das Kloster Notre-Dame des Alpes oder d’Aulps im heute zu Frankreich und damals zur Grafschaft Savoyen gehörenden Chablais (24 km südwestlich von Thonon-les-Bains und 9 km nordöstlich von Morzine) und war 1113 bis 1138 dessen Abt. 1120 erlangte das Kloster durch Papst Kalixt II. die Unabhängigkeit von Molesme und schloss sich unter dem Einfluss des Bernhard von Clairvaux 1136 dem Kloster Cîteaux an, aus dem die Filiation Clairvaux gegründet wurde.
1138 wurde Garin Bischof von Sitten und wurde später als Heiliger verehrt. Er gilt als Patron des Viehs und beschützt vor Viehseuchen. Sein Gedenktag ist der 27. August, sein Todestag.